# Ulrich III. von Rosenberg
Ulrich III. von Rosenberg (tschechisch Oldřich III. z Rožmberka; * 17. Januar 1471; † November 1513) war ein böhmischer Adliger. Er entstammte dem Adelsgeschlecht der Rosenberger.

## Leben
Seine Eltern waren Johann II. von Rosenberg und Anna († 1483), Tochter des Glogauer Herzogs Heinrich IX. Als Ulrich ein Jahr alt war, starb der Vater. Die Regentschaft ging zunächst an Ulrichs ältesten Bruder Heinrich. Vermutlich wegen mentaler Unzulänglichkeit beteiligte Heinrich V. zeitweise seinen jüngeren Bruder Wok II. an der Regierung. Auf Bitten Woks und seiner Geschwister übernahm ihr Onkel Bohuslav von Schwanberg im Dezember 1475 für sechs Jahre die Vormundschaft für die noch unmündigen Geschwister sowie die Verwaltung des Familienvermögens. Nachdem Bohuslav im Januar 1478 vom ungarischen König Matthias Corvinus gefangen genommen worden war, übernahm die Regentschaft und somit auch die Vormundschaft für Ulrich der zweitälteste Bruder Wok.
Von 1487 bis 1488 studierte Ulrich an der Universität Bologna bei dem Humanisten Filippo Beroaldo d. Ä. (1453–1505). Nach der Rückkehr unterstützte er zunächst seinen Bruder Wok in der Verwaltung des Vermögens. Nachdem dieser aus gesundheitlichen Gründen 1493 die Regentschaft an seinen jüngeren Bruder Peter IV. von Rosenberg übergab, trat Ulrich, der unverheiratet blieb, in dessen Dienste.